# بخش فرینگ (شهرستان واشینگتن، اوهایو)
بخش فرینگ (به انگلیسی: Fearing Township) یک منطقهٔ مسکونی در ایالات متحده آمریکا است که در شهرستان واشینگتن، اوهایو واقع شده‌است.
 بخش فرینگ ۶۱٫۴ کیلومتر مربع مساحت و ۹۱۰ نفر جمعیت دارد و ۲۴۳ متر بالاتر از سطح دریا واقع شده‌است.